# سالفي
سالفي (بالإيطالية: Salve)‏ هي بلدية في مقاطعة ليتشي في إقليم بوليا الإيطالي.

## السكان
في سنة 1861 بلغ عدد السكان 1٬790 نسمة، وتطور العدد ليصل في سنة 2011 لـ 4٬737 نسمة.
يظهر هذا المخطط البياني تطور النمو السكاني لـ سالفي